# Joseph Carr (Musikverleger)
Joseph Carr (* 1739 in London; † 27. Oktober 1819 in Baltimore) war ein US-amerikanischer Musikverleger.
Carr betrieb einen Musikverlag in der Middle Row im Londoner Stadtteil Holborn. Hier führte er seine Söhne Benjamin und Thomas Carr in das Musikverlagswesen ein, seinem Sohn Benjamin gab er auch Orgelunterricht. 1794 folgte er Benjamin in die USA und ließ sich als Musikverleger in Baltimore nieder, wo er Werke europäischer und amerikanischer Komponisten veröffentlichte. In seinem Verlag erschien u. a. 1814 die Erstauflage von The Star-Spangled Banner. Zwischen 1800 und 1804 gab er das Musical Journal for the Piano Forte heraus, ab 1812 Can’s Musical Miscellany.